# نصف دولار هوغونوتي-والوني
نصف دولار هوغونوت-والون أو نصف دولار هوغونوت-والون بمناسبة الذكرى المئوية الثالثة هو عملة تذكارية أصدرها مكتب سك العملة في الولايات المتحدة في عام 1924. يصادف هذا اليوم الذكرى السنوية الـ 300 لرحلة سفينة Nieuw Nederlandt التي رست في منطقة نيويورك في عام 1624. كان العديد من الركاب من الهوغونوتيين من فرنسا أو الولونيين الناطقين بالفرنسية من ما يعرف الآن ببلجيكا؛ وأصبحوا من المستوطنين الأوائل لولاية نيويورك والمناطق المحيطة بها.
وقد سعت لجنة يديرها المجلس الفيدرالي للكنائس في أمريكا إلى إصدار نصف دولار للاحتفال بهذه الذكرى، وقد أقر الكونجرس مشروع القانون دون معارضة في عام 1923 ووقعه الرئيس وارن جي. هاردينج. أُعدت الرسومات من قبل رئيس اللجنة القس جون باير ستودت وحولت إلى نماذج جبسية من قبل النقاش الرئيسي المتقدم في السن في دار سك العملة، جورج تي مورجان. رُفضت النماذج في البداية من قبل لجنة الفنون الجميلة، والتي تطلبت إجراء مراجعات تحت إشراف مصمم عملة النيكل في بوفالو جيمس إيرل فريزر.
من بين 300 ألف قطعة نقدية أذن بها الكونجرس، سُكت أقل من النصف بالفعل، ومن بين هذه القطع، أُرجعت 55 ألف قطعة إلى دار سك العملة وإطلاقها للتداول. وقد أثارت العملة المعدنية بعض الجدل بسبب رعايتها من قبل جماعة دينية. كان اختيار ظهور ويليام الصامت وجاسبارد دي كوليني على الوجه الأمامي موضع تساؤل أيضًا، حيث يعتبر الرجلان شهيدين من قبل الهوغونوت وماتا قبل عقود من رحلة نيو نيدرلاندت. وتقدر قيمة العملات المعدنية حاليا بمئات الدولارات، وذلك حسب حالتها.

## خلفية
كان الهوغونوتيون من البروتستانت الفرنسيين، الذين كانوا في كثير من الأحيان في صراع مع الأغلبية الكاثوليكية. فر العديد من الهوغونوتيين من فرنسا في القرنين السادس عشر والسابع عشر، عندما تعرضوا لاضطهاد شديد، وأبرزها مذبحة يوم القديس بارثولوميو عام 1572. ومن بين الذين سقطوا في حمام الدم ذلك اليوم كان الزعيم العسكري والسياسي الهوغونوتي، الأدميرال غاسبار دي كوليني.
استقر العديد من الهوغونوتيين الذين فروا من فرنسا في هولندا. كان ويليام الصامت أحد قادة الثورة الهولندية ضد إسبانيا. أُغتال في عام 1584 على يد بلتازار جيرارد، المتعصب المؤيد لإسبانيا. كانت هناك أقلية كبيرة من الولونيين البروتستانت في ما يعرف الآن ببلجيكا. ذهب بعض الهوغونوتيين والولونيين إلى أماكن أخرى: في 29 مارس 1624، أبحرت السفينة Nieuw Nederlandt إلى نيو نيذرلاند، وكانت الممتلكات الهولندية تتركز حول ما يُعرف الآن بولاية نيويورك؛ وتبعتها المزيد من السفن. لقد مثلوا نسبة كبيرة من المستوطنين الأوائل في المنطقة. في عام 1626، اشترى بيتر مينويت، المدير العام لشركة الهند الغربية الهولندية، جزيرة مانهاتن من الأمريكيين الأصليين مقابل سلع تبلغ قيمتها نحو 60 جيلدر، والتي كانت تساوي في كثير من الأحيان 24 دولارًا.
تأسست لجنة هوغونوت والون نيو نذرلاند في عام 1922 تحت رعاية المجلس الفيدرالي للكنائس المسيحية في أمريكا تحسبًا للذكرى السنوية القادمة. وكان الرئيس وارن جي هاردينج هو الرئيس الفخري للجنة، كما قبل الملك ألبرت الأول ملك بلجيكا رئاسة اللجنة الفخرية. خططت اللجنة، بقيادة رئيسها القس الدكتور جون باير ستودت، للاحتفال بالذكرى السنوية الثلاثمائة لرحلة نيو نيدرلاندت، وسعت إلى إصدار طوابع وعملات تذكارية. في ذلك الوقت، لم تكن الحكومة تبيع العملات التذكارية - ففي أثناء إقرار التشريع، عين الكونجرس منظمة كان لها الحق الحصري في شراء العملات بالقيمة الاسمية وبيعها للجمهور مقابل علاوة.

## تشريع
قُدم مشروع قانون لنصف دولار هوغونوتي-والوني في مجلس النواب في 15 يناير 1923، من قبل عضو الكونجرس عن ولاية بنسلفانيا فريد جيرنر، الذي كان من أصل هوغونوتي. وقد حظيت هذه القضية بجلسة استماع أمام لجنة العملات والأوزان والمقاييس بمجلس النواب في السابع من فبراير/شباط، برئاسة ممثل ولاية إنديانا ألبرت فيستال، وهو جمهوري. وقال النائب جيرنر للجنة إنه كانت هناك خطط لإقامة احتفالات محلية في عام 1924 للاحتفال بالذكرى السنوية الـ300 لرحلة الهوغونوت في المدن التي عاش فيها أشخاص من هذا التراث. وذكر جيرنر أن بيع نصف الدولار من شأنه أن يجمع المال للاحتفال، ولكن لم يكن القصد منه جمع الأموال على نحو جاد، بل كان رمزًا للمناسبة. وذكّر اللجنة بأن الذكرى السنوية الثلاثمائة لرحلة سفينة ماي فلاور شهدت إصدار نصف دولار.

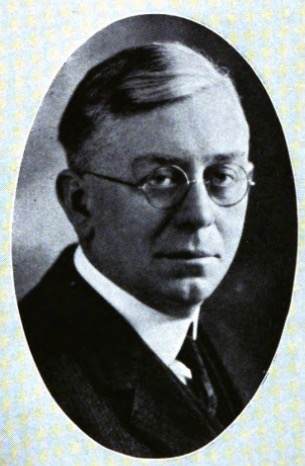
القس جون باير ستودت

صرح فيستال أنه لا يستطيع دعم مشروع القانون بصيغته المقدمة لأنه لم يحدد من يجب أن يأمر بالعملات المعدنية، لكن جيرنر أشار إلى أن البنك الوطني الخامس في نيويورك وافق على التصرف بهذه الصفة. وظهر ستودت أمام اللجنة، موضحًا أن لجنته خططت لتصميم مع وصول نيو نيدرلاندت من جانب واحد، ومن الجانب الآخر، شراء بيتر مينويت لمانهاتن من الأمريكيين الأصليين. ألقى عضو الكونجرس عن ولاية نيوجيرسي إرنست ر. أكرمان كلمة موجزة أمام اللجنة لدعم المشروع، مشيرًا إلى أنه من المرجح الاحتفاظ بهذه القطع النقدية كتذكارات، لصالح الحكومة. وتحدث ويلز جوديكونتز من ولاية فرجينيا الغربية أيضًا لصالح القرار. واختتم الشهود، الذين حثوا جميعًا على إقرار مشروع القانون، مع عدد من القساوسة المحليين، بقيادة إي أو واتسون، سكرتير المجلس الفيدرالي للكنائس. في 10 فبراير 1923، أصدرت شركة فيستال تقريرًا يوصي بإقرار مشروع القانون مع إضافة تعديل يضيف البنك كمنظمة أمر.
قُدم مشروع قانون موازٍ إلى مجلس الشيوخ من قبل ديفيد أ. ريد من ولاية بنسلفانيا في 29 يناير 1923، وأُحال إلى لجنة الخدمات المصرفية والعملة. وقد بُلغ عن ذلك بشكل إيجابي في 9 فبراير من قبل جورج بيبر من ولاية بنسلفانيا، ووافق مجلس الشيوخ على مشروع القانون دون اعتراض. وقد تلقى مجلس النواب في اليوم التالي مشروع القانون الذي أقره مجلس الشيوخ، وأُحال إلى لجنة فيستال. وفي 19 فبراير/شباط، نظر مجلس النواب في مشروع القانون الذي أقره بالإجماع. وطلب جيرنر استبدال مشروع القانون الذي أقره مجلس الشيوخ بمشروع قانون مجلس النواب (كان الاثنان متطابقين)، وعندما تم الاتفاق على ذلك، قدم تعديلاً لإضافة البنك كمستودع للعملات المعدنية. وطرح عضو الكونجرس عن ولاية تكساس توماس إل. بلانتون عدة أسئلة حول اهتمام البنك، لكنه تراجع عندما قيل له إن البنك لن يتلقى أي تعويض وأن الرئيس هاردينج مرتبط باللجنة. وقد أقر مجلس النواب مشروع القانون المعدل دون اعتراض. وفي اليوم التالي، وافق مجلس الشيوخ على تعديل مجلس النواب، وأُقر مشروع القانون بتوقيع هاردينج في 26 فبراير 1923. وقد نص القانون على حد أقصى قدره 300 ألف نصف دولار.

## تحضير

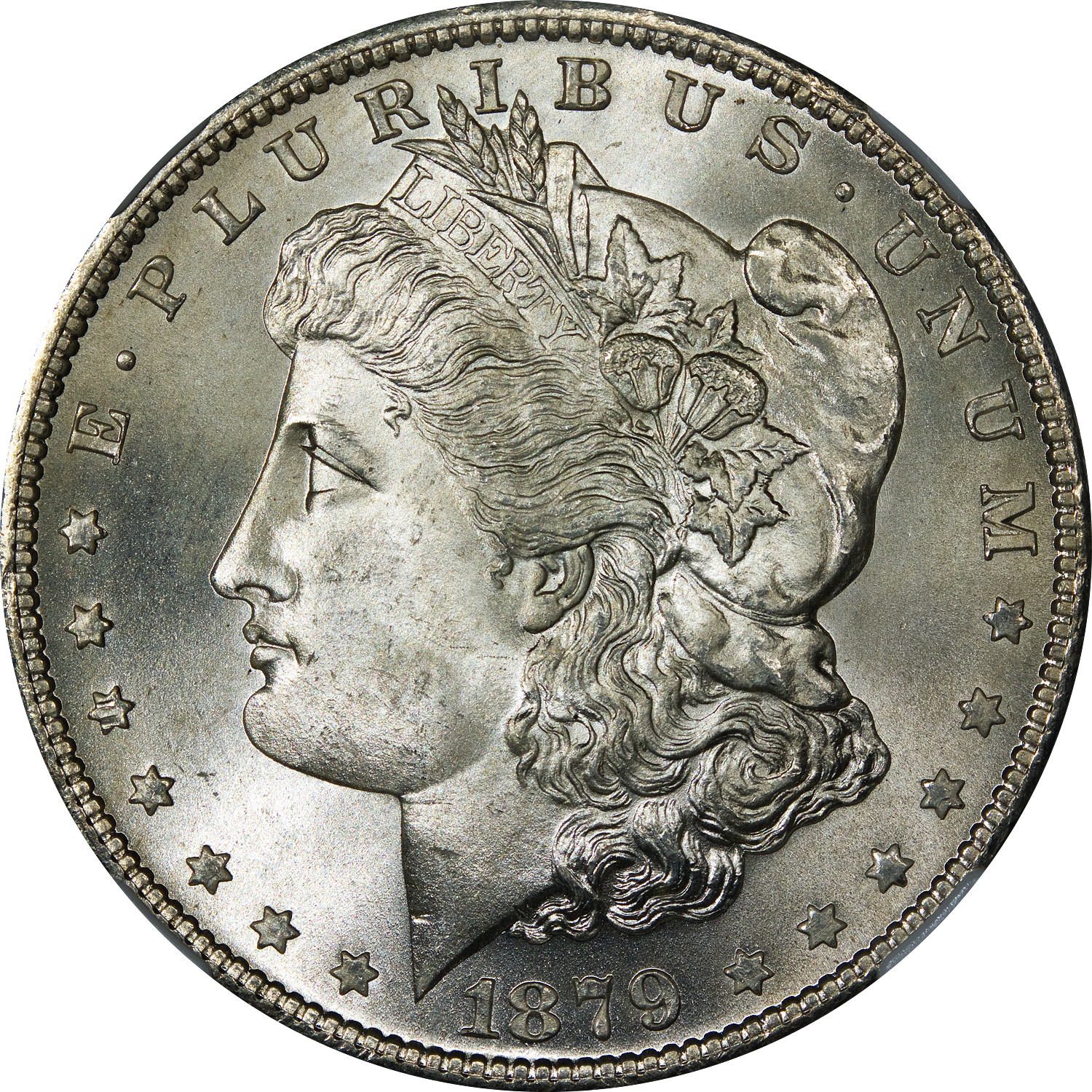
كان جورج تي مورجان هو من صمم دولار مورجان في عام 1878.

وقد قدم ستودت مفهوم العملات المعدنية، بالإضافة إلى الرسومات. بدلاً من البحث عن مصمم خاص لإنتاج نماذج الجبس، اتصلت لجنة الهوغونوت والون بالنقاش الرئيسي في دار سك العملة، جورج تي مورجان، الذي بلغ من العمر 78 عامًا في عام 1923. اشتهر مورجان بتصميمه لعملة الدولار مورجان عام 1878، وكان كبير النقاشين منذ عام 1917، بعد أن عمل مساعدًا لمدة أربعين عامًا، معظمها تحت قيادة كبير النقاشين تشارلز إي. باربر. شعر كل من باربر ومورجان أن العملات المعدنية يجب أن يصممها النقاشون في دار سك العملة، وكانوا عدائيين في بعض الأحيان عندما تم تعيين نحاتين من القطاع الخاص للقيام بالعمل.
أُرسلت نماذج مورجان في 26 أكتوبر 1923 إلى لجنة الفنون الجميلة، المكلفة بتقديم آراء استشارية بشأن العملات المعدنية بموجب أمر تنفيذي أصدره الرئيس هاردينج عام 1921. فُحص عمل مورجان من قبل عضو النحات جيمس إيرل فريزر، مصمم عملة النيكل بوفالو. في 19 نوفمبر، كتب رئيس اللجنة تشارلز مور إلى مدير دار سك العملة روبرت جيه. جرانت: "مع أن الأفكار المقصودة ممتازة، إلا أن التنفيذ سيء. فالكتابة رديئة، والرؤوس غير متقنة التصميم، والسفينة سيئة التصميم. جودة الصنع أقل من مستوى التميز الذي حققته العملات السابقة. ولذلك، لم تُعتمد النماذج."
وبعد المناقشة، تقرر السماح لمورغان بمراجعة نموذجه تحت إشراف فريزر. لاحظ علماء العملات أنتوني سوياتيك ووالتر برين، "[هذا] لابد وأن كان مهينًا بشكل مضاعف وثلاثي، حيث كان الحرف الأول من اسم فريزر يزين آنذاك عملة الخمسة سنتات الحالية، في حين لم يكن اسما باربر ومورجان على أي عملة معدنية منتظمة قيد الإنتاج في ذلك الوقت". في 3 يناير 1924، كتب فريزر إلى مور أن النماذج الجديدة قد حُسنت بشكل كبير، واشتكى من أن فيستال قد نصح لجنة الهوغونوت والون بصنع النماذج في دار سك العملة، حيث أخبره مسؤولوها أن فنانين خاصين صنعوا نماذج بارزة عالية للغاية بحيث لا يمكن سكها بسهولة. "يبدو لي أنه من المثير للاشمئزاز تمامًا أن يستمر هذا النقد السخيف والكاذب باستمرار". وافقت لجنة الفنون الجميلة على التصاميم المنقحة.

## تصميم

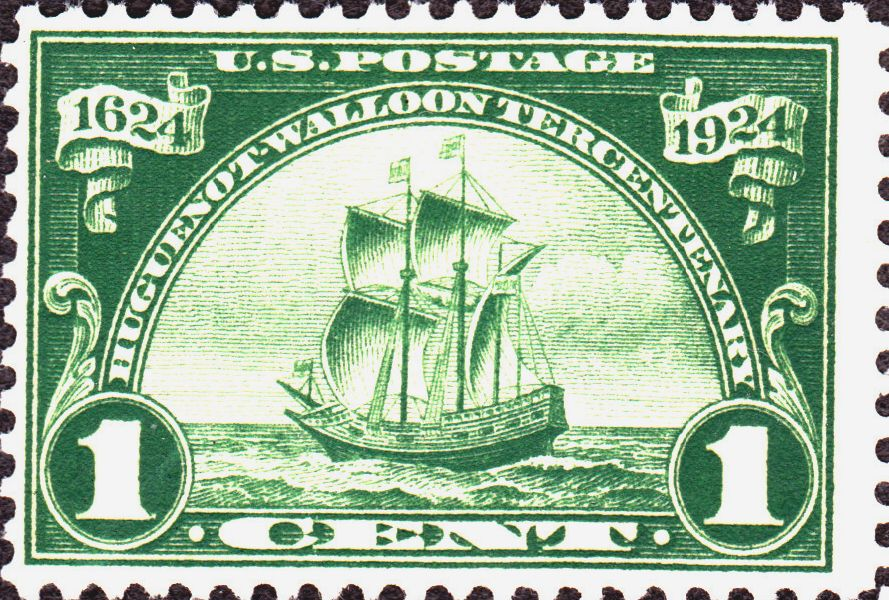
الطابع البريدي الذي تبلغ قيمته سنتًا واحدًا والذي أصدرته إدارة البريد في الولايات المتحدة بمناسبة الذكرى السنوية يعرض تصميمًا مشابهًا للوجه الخلفي لنصف الدولار.

ويظهر على الوجه الأمامي تمثالان نصفيان للأميرال الفرنسي غاسبار دي كوليني (1519-1572) والزعيم الهولندي ويليام الصامت (1533-1584). لم يكن لأي منهما أي علاقة مباشرة برحلة السفينة نيو نيدرلاندت، حيث قُتلا قبلها بأربعين عامًا أو أكثر. كان كلاهما من زعماء البروتستانت في الإصلاح، ووفقًا لسفياتيك، "كانت علاقتهما بتأسيس عام 1624 ذات طبيعة روحية بحتة"، حيث يعتبرهما الهوغونوتيون شهيدين. وأوضح تقرير مدير دار سك العملة لعام 1924 أن كليهما كانا "قائدين في النضال من أجل الحريات المدنية والدينية". أشار سلابوغ إلى أن العملة المعدنية تسببت في بعض الجدل بعد إصدارها، واقترح أنه إذا كان الوجه قد أظهر شخصًا مرتبطًا باستيطان نيو نذرلاند، "فمن المحتمل أن العملة المعدنية لم تكن تحمل أي أهمية دينية وأن الترويج لها من قبل كنائس المسيح في أمريكا لم يكن ليحظى باهتمام كبير".
احتوى طبعة 29 مارس 1924 من مجلة أميركا اليسوعية على مقال بقلم إف جيه زويرلين، الذي ذكر أن العملة الجديدة "أكثر بروتستانتية مما أوحت لنا الأوصاف الواردة في التقارير الصحفية بالاعتقاد". وأكد أن الرجلين الموجودين على العملة لم يُقتلا بسبب دينهما وكانا معادين للكاثوليكية: "لقد خُدعت حكومة الولايات المتحدة بإصدار نصف دولار هوغونوتي هذا بهدف إقامة مظاهرة بروتستانتية بمناسبة الذكرى المئوية الثالثة لاستعمار ولاية نيويورك". رد رئيس جمعية الهوغونوت في ولاية كارولينا الشمالية في رسالة إلى رئيس تحرير صحيفة نيويورك تايمز، "أن كوليني وويليام الصامت كانا "شهداء في النضال من أجل الحرية الدينية"، دع حقيقة التاريخ تشهد على ذلك".
يحمل الرجال أسماءهم أسفل التماثيل النصفية على الوجه الأمامي، ويرتدون قبعات تعود إلى فترة حياتهم. إنهم ينظرون إلى أسطورة "نحن نثق في الله"، وهي الشعار الوطني الوحيد الذي يظهر عادة على العملات المعدنية الأميركية. يقع اسم الدولة فوق رؤوسهم، بينما يقع HUGUENOT HALF DOLLAR أسفلهم. الحرف الأول من اسم مورجان "M" موجود على كتف كوليني. يصور الوجه الخلفي السفينة Nieuw Nederlandt والكلمات، HUGUENOT - WALLOON - TERCENTENARY - FOUNDING OF NEW NEHERLAND مع الأعوام 1624 و1924 على جانبي السفينة. أُستخدمت رسم ستودت للوجه الخلفي أيضًا على فئة السنت الواحد من مجموعة الطوابع الصادرة بالتزامن مع الذكرى المئوية الثالثة.
أشار مؤرخ الفن كورنيليوس فيرمول إلى أن نصف الدولار كان على الأرجح أحد آخر أعمال مورجان (توفي في يناير 1925) وأن العملة "هي خاتمة جديرة بمسيرة مورجان الطويلة من الإنتاج المتميز والغني، والتي تميزت بالخيال ضمن الإطار المحافظ ومستوى عالٍ من الجاذبية بشكل عام". صرح فيرمول أن نصف الدولار الهوغونوتي الوالوني أظهر "أن النقاشين المدربين في دار سك العملة وما حولها لديهم القدرة على الجمع بين التصميمات الواضحة والتفاصيل الدقيقة."

## الإنتاج والتوزيع والتجميع

تجربة قالب Uniface للوجه الخلفي، في المجموعة الوطنية للعملات المعدنية

سُكت ما مجموعه 142080 نصف دولار هوغونوتي-والوني في دار سك العملة في فيلادلفيا في فبراير وأبريل 1924، مع الاحتفاظ بـ 80 من تلك القطع للفحص والاختبار من قبل لجنة التحليل لعام 1925. قامت لجنة الهوغونوت والون، لتعزيز المبيعات، بتعيين الرجل الذي اعتبروه أبرز علماء العملات في البلاد، موريتز وورمسر، رئيس الجمعية الأمريكية لعلم العملات (ANA)، كموزع. أدى تورط وورمسر، وحقيقة أن ستودت كان عضوًا في الجمعية الأمريكية للعملات، إلى دفع عالم العملات جون إف جونز إلى اعتبار هذه القضية "الحالة الأولى التي نعتقد أنها أُستشار فيها جماعة العملات في إصدار نصف دولار تذكاري".

أول نصف دولار هوغونوتي-والوني قدمه الدكتور تشارلز إس. ماكفارلاند، رئيس لجنة الذكرى المئوية الثالثة، إلى الرئيس كالفن كوليدج في فبراير 1924. على اليسار، جان جول جوسيراند ، السفير الفرنسي لدى الولايات المتحدة، وعلى اليمين، إميل دي كارتييه دي مارشيان ، السفير البلجيكي لدى الولايات المتحدة.

بيعت العملات المعدنية للجمهور بمبلغ دولار واحد لكل منها من خلال البنك الوطني الخامس ومنافذ البيع الأخرى. اجريت مبيعات بالجملة لمجموعات معينة. ولم تُباع العملات المعدنية بالقدر المتوقع، وأُرجع 55 ألف قطعة منها، وبعد ذلك طُرحت للتداول. من المعروف أن عدداً قليلاً نسبياً من هذه العملات في حالة مهترئة، مما دفع المؤلف وتاجر العملات ديفيد باورز إلى استنتاج أن الجمهور كان يشتريها من جيوبه الخاصة. أُستخدمت أموال نصف الدولار الهوغونوتي الوالوني في احتفال في نيويورك في مايو 1924، حيث أُفتتحت كنيسة الهوغونوتيين الوطنية التذكارية في جزيرة ستاتن. كان هناك بعض الجدل في صفحات مجلة The Numismatist، وهي مجلة الجمعية الأمريكية للعملات، سواء حول ما إذا كان ينبغي ظهور ويليام وكوليني على العملة نظرًا لعدم وجود علاقة لهما بالرحلة، وما إذا كان ينبغي السماح لكنائس المسيح برعاية العملة في ضوء حظر التعديل الأول لتأسيس الدين. كان هناك جدل في الصحافة، التي انتقدت إدراج ويليام وكوليني باعتبارهما غير ذي صلة بالاحتفال ودعاية دينية. في عام 1925، أصبح من غير الممكن سياسياً أن يحاول ممثل ولاية مينيسوتا أولي جولسون كفال، وهو قس لوثري، الحصول على عملة معدنية للاحتفال بالذكرى المئوية للاستقلال الأمريكي النوردي؛ وبدلاً من ذلك، استقر على ميدالية معتمدة من الكونجرس.
أشار أرلي آر. سلابوغ، في مجلده الصادر عام 1975 حول العملات التذكارية، إلى أنه أُجريت تجربة على قالب أحادي الوجه للوجه الخلفي المصنوع من النحاس. صرح Swiatek في عام 2012 أن تجارب القالبين الأمامي والخلفي معروفة. تُدرج طبعة كتاب دليل العملات المعدنية للولايات المتحدة لـ RS Yeoman المنشورة في عام 2018 نصف الدولار بسعر يتراوح بين 125 دولارًا و650 دولارًا اعتمادًا على الحالة؛ بيعت عينة شبه نقية مقابل 15275 دولارًا في عام 2015.
1. 1 2 3  Slabaugh، صفحة 59.
2. 1 2 3  Flynn، صفحة 103.
3. ↑  House of Representatives hearings، صفحات 6–7.
4. ↑  Swiatek & Breen، صفحات 105–106.
5. ↑  Slabaugh، صفحات 3–5.
6. 1 2  "67 Bill Profile S. 4468 (1921–1923)". اطلع عليه بتاريخ 2015-08-21 – عبر ProQuest.(الاشتراك مطلوب)
7. ↑  House of Representatives hearings، صفحات 1–4.
8. ↑  House of Representatives hearings، صفحات 4–11.
9. ↑  Vestal، Albert (10 فبراير 1923). "Coinage of 50-cent pieces in commemoration of the three hundredth anniversary of the settlement of New Netherland, the Middle States, in 1624, by Walloons, French and Belgian Huguenots, under the Dutch West India Company". United States Government Printing Office.(الاشتراك مطلوب)
10. ↑  "67 Bill Profile S. 4468 (1921–1923)". اطلع عليه بتاريخ 2015-08-21 – عبر ProQuest."67 Bill Profile S. 4468 (1921–1923)". Retrieved August 21, 2015 – via ProQuest.(الاشتراك مطلوب)
11. ↑  1923 Congressional Record, Vol. 69, Page 2897 (February 2, 1923)
12. ↑  1923 Congressional Record, Vol. 69, Page 3295 (February 9, 1923)
13. ↑  1923 Congressional Record, Vol. 69, Page 3416 (February 10, 1923)
14. 1 2  1923 Congressional Record, Vol. 69, Page 4034 (February 19, 1923)
15. ↑  1923 Congressional Record, Vol. 69, Page 4061 (February 20, 1923)
16. ↑  Taxay، صفحات 69–70.
17. 1 2 3  Swiatek & Breen، صفحة 106.
18. 1 2 3 4  Taxay، صفحة 70.
19. ↑  Taxay، صفحات v–vi.
20. ↑  Swiatek & Breen، صفحة 105.
21. 1 2  Swiatek، صفحة 146.
22. ↑  Flynn، صفحة 104.
23. ↑  Slabaugh، صفحة 58.
24. ↑  Zwierlein، صفحة 565.
25. ↑  Zwierlein، صفحة 566.
26. ↑  "Huguenot half-dollars" (PDF). نيويورك تايمز. 6 أبريل 1924.(الاشتراك مطلوب)
27. ↑  Swiatek، صفحات 145–146.
28. ↑  Vermeule، صفحة 167.
29. ↑  Vermeule، صفحات 167–168.
30. 1 2  Bowers، صفحة 174.
31. ↑  Jones، صفحة 394.
32. ↑  Bowers، صفحات 174–175.
33. ↑  Jones، صفحات 394–395.
34. ↑  Shultz، صفحة 1287.
35. ↑  Yeoman، صفحة 1063.